# Schloss Hochdorf (Duggendorf)

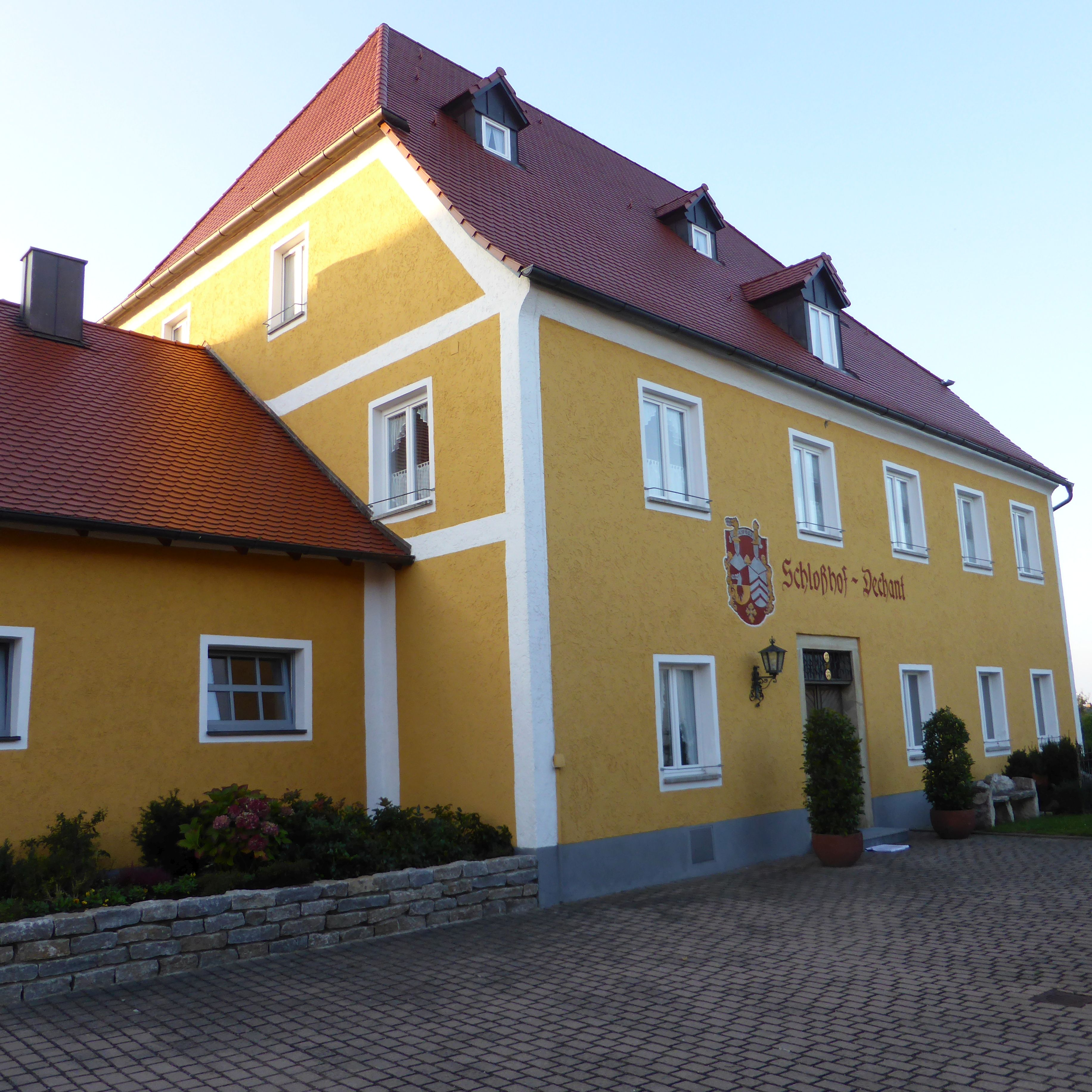
Hofmarkschloss Hochdorf bei Duggendorf

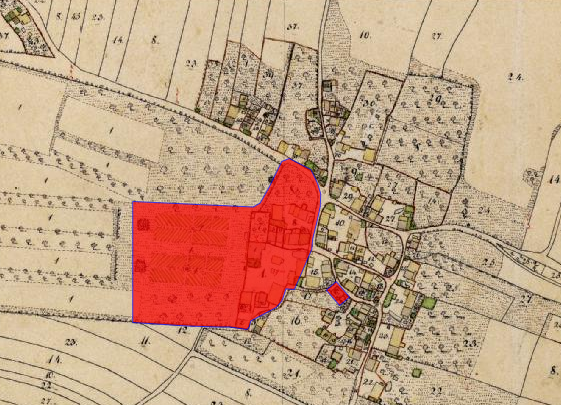
Lageplan von Schloss Hochdorf (Duggendorf) auf dem Urkataster von Bayern

Das Schloss Hochdorf liegt im Gemeindeteil Hochdorf von Duggendorf im Oberpfälzer Landkreis Regensburg in Bayern (Schlossstraße 4). Die Anlage ist unter der Aktennummer D-3-75-131-15 als Baudenkmal verzeichnet. „Archäologische Befunde im Bereich des ehem. Hofmarksschlosses in Hochdorf, darunter die Spuren von Vorgängerbauten bzw. älterer Bauphasen“ werden als Bodendenkmal unter der Aktennummer D-3-6837-0244 geführt.

## Geschichte
Das Schottenkloster zu Regensburg besaß Güter in Hochdorf, die es von den Burggrafen von Regensburg erhalten hatte, aber 1283 dem Kloster Pielenhofen abtrat.
Die Besitzer sind seit 1315 namentlich bekannt. Damals werden Jordan und Heinrich Ettenstatter von Kaiser Ludwig dem Bayern mit der Vogtei und Hofmark Hochdorf belehnt. 1370 sind hier Conrad Hofmeister zu Winzer und seine Ehefrau Anna Leokadia genannt. 1380 folgt deren Sohn Ulrich Hofmeister. Dieser entsagt 1390 allen seinen Rechten auf das Widumsgut der Pfarrei Kallmünz zu Gunsten des Pfarrers von Kallmünz bzw. dessen Nachfolgern gegen Abhaltung von Vigilien für sich und seine Familie. 1396 ist hier Ulrich Gleißenthaler der Eigentümer. 1397 empfängt Ulrich Steinlinger die Vogtei- und Hofmarksrechte von Herzog Ruprecht für den von Ulrich Gleißenthaler erkauften Besitz. 1404 sind hier Dietrich der Slecher und seine Frau Kunigunda nachgewiesen. 1440 ist Hochdorf im Besitz den Caspar Puntzinger, der es von Luzia Hofmeister ererbt hat.
1514 kommt Hochdorf auf dem Kaufweg an Siegmund Christoph und Jordan die Gießer zu Winzer. Das Hofmarkschloss von Hochdorf wurde von den Gießer zu Winzer erbaut. Die Ehefrau des Siegmund heiratete nach dessen Tod den Wolfgang Moller zu Haitzenhofen. 1522 ist Hochdorf dann im Besitz des Heitzenhofener Hammermeister Wolfgang Moller. Nach dessen Tod († 1528) kommt Hochdorf an seine Kinder Lorenz, Margaretha, Anna Ehrentraut und Ursel Balbina; deren Vormund Joachim von Pertolzhofen zu Traidendorf erneuerte das Lehen. 1532 stehen diese Erben in der Landtafel. 1538 ist der überlebende Lorenz Moller alleiniger Inhaber von Hochdorf. Seine Witwe ehelichte den Poley Probst von Pielenhofen. 
1575 stehen des Lorenz‘ Witwe und deren Kinder (Georg, Maria Afra, Clara und Cordula) in der Landtafel. 1566 ist hier Jörg Moller eingetragen († 1608). Dieser war dreimal verheiratet: Aus der ersten Ehe mit M. Luitgarde Altmann zeugte er eine Tochter Regina, die sich mit dem Hans von der Sachsen zu Wolfersdorf verehelichte. Mit der zweiten Ehefrau Regina Thumser zeugte er den Sohn Wolf Lorenz und mit der dritten (Katharina Euphrosina Teufel von Pirkensee) hatte er drei Söhne (Hans Wolf, ledig verstorben, Jörg Friedrich und Wolfgang Wilhelm) und vier Töchter (Anna Sidonia, Anna Jakobe, Maria Salome und Sybilla). 1618 legen Jörg Friedrich und Wolf Wilhelm Moller die Lehen- und Landsassenpflicht ab. 1624 brachte Jörg Friedrich durch einen Erbvergleich den ganzen Besitz an sich. Er starb 1670, nachdem ihm wegen Schwachsinns bereits ein Vormund eingesetzt worden war. Er hinterließ eine Tochter Elisabeth. 1670 tritt Wolf Balthasar Moller als Lehensinhaber auf. Nach einem langen Erbstreit mit Elisabeth wurde dieser 1680 Hochdorf und Dunau übertragen und ihr Ehemann Wilhelm Hofer zu Lobenstein wird Lehensträger. Auch 1697 nach dem Tod seiner Frau legt er den Lehenseid für seine Tochter Katharina Elisabeth ab. 

Wappen von Duggendorf nach dem Wappen der Teuffel von Pirkensee

1708 wird Katharina Elisabeth Hoferin von Lobenstein die Besitzerin von Hochdorf; ihre Mutter war eine Mollerin gewesen. Durch ihre Verehelichung kam Hochdorf dann an ihren Mann Johann Wilhelm Teuffel von Pirkensee. Das Wappen dieser Familie, das auch an der Pfarrkirche in Duggendorf angebracht ist, diente als Vorlage für das Wappen der Gemeinde Duggendorf.
Ab 1735 ging die Hofmark auf dem Kaufweg an Georg Karl Freiherren von Karg, kurtrierischer und bambergischer Reichstagsgesandter, über. 1747 ist Hochdorf auf dem Erbweg an Friedrich Carl Freiherr von Karg gekommen. Seine Frau ist Johanna Gräfin von Seinsheim. Er musste sich gegen seine Schwester Anna Philippine Freiin von Wildenstein-Madminsk durchsetzen, die einen Wittanteil verlange, was aber – da Hochdorf ein Mannlehen war – zurückgewiesen wurde. 1775 ist hier Clemens August von Karg, Freiherr von Bebenburg durch Zession Inhaber. Er errichteten einen Fideikommiss für männliche und weibliche Nachfahren († 1786). 1793 ist hier dessen minderjähriger Neffe Josef Freiherr von Karg auf Trausnitz im Thal Besitzer.
Dann sind in Hochdorf die Herren von Ettenstatt bezeugt. Von der Familie Winkler kam das Schloss dann an die heutigen Besitzer, die Familie Dechant.
Hochdorf gehört 1978 zum Landkreis Burglengenfeld, im Zuge der Gebietsreform von 1978 wurde Hochdorf mit Duggendorf zu einer neuen Gemeinde zusammengelegt.

## Schloss Hochdorf heute
Bereits um 1600 wird Hochdorf als eingefallen altes Schloß bezeichnet, obwohl der Bau erst 1518 von Hans Siegmund Güesser begonnen wurde; aber im ausgehenden 17. Jahrhundert wurde das jetzige Schloss durch die Herren von Ettenstatt neu erbaut.
Das heute vollständig renovierte Schloss ist ein zweigeschossiger und traufständiger Halbwalmdachbau, der aus dem 17./18. Jahrhundert stammt. Es besitzt einen wuchtigen Baukörper mit je fünf Fensterachsen und einem Walmdach.